# Go West, Young Man (film, 1936)
Pour les articles homonymes, voir Go West, young man.
Pour plus de détails, voir Fiche technique et Distribution.
Go West, Young Man est un film américain réalisé par Henry Hathaway, sorti en 1936.

## Synopsis
Bloquée à la campagne, une star de cinéma joue avec les sentiments d'un jeune homme.

## Fiche technique
- Titre : Go West, Young Man
- Réalisation : Henry Hathaway
- Scénario : Mae West d'après la pièce Personal Appearance[1] de Lawrence Riley
- Direction artistique : Wiard Ihnen
- Costumes : Irene Jones
- Photographie : Karl Struss
- Son : Hugo Grenzbach
- Montage : Ray Curtiss
- Musique : George Stoll et Herbert Taylor (non crédités)
- Production : Emanuel Cohen et Adolph Zukor (producteur exécutif)
- Société de production : Emanuel Cohen Productions
- Société de distribution : Paramount Pictures
- Pays : américain
- Langue : anglais
- Genre : Comédie
- Format : Noir et blanc — 35 mm — 1,37:1 — Son : Mono (Western Electric Noiseless Recording)
- Durée : 82 minutes
- Dates de sortie :
  - États-Unis : 13 novembre 1936 (première)
  - États-Unis : 18 novembre 1936 (sortie nationale)

## Distribution

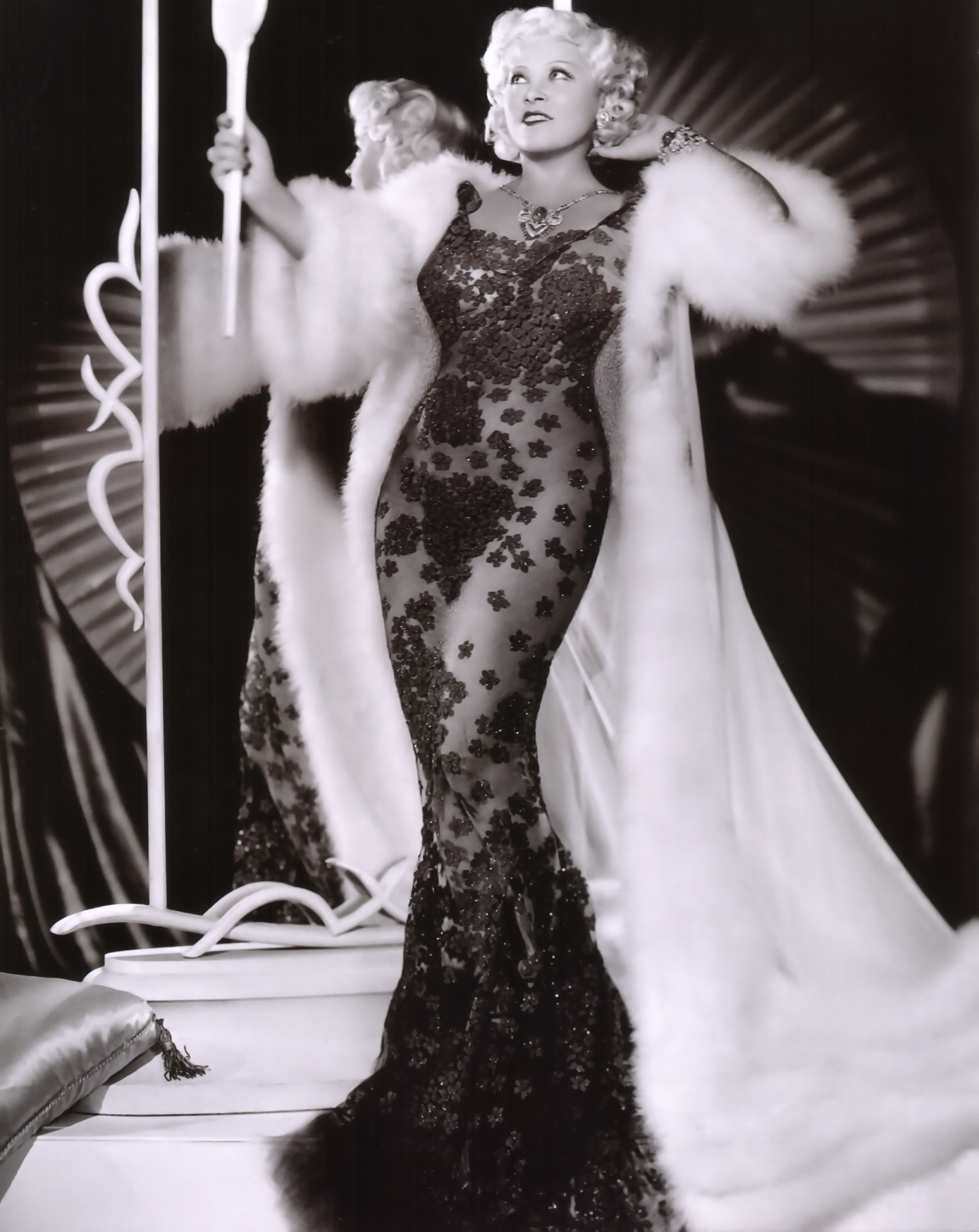
Mae West

- Mae West : Mavis Arden
- Warren William : Morgan
- Randolph Scott : Bud Norton
- Alice Brady : Mme Struthers
- Elizabeth Patterson[2] : tante Kate Barnaby
- Lyle Talbot : Francis X. Harrigan
- Isabel Jewell : Gladys
- Margaret Perry : Joyce Struthers
- Etienne Girardot : Professeur Herbert Rigby
- Maynard Holmes : Clyde
- John Indrisano : Chauffeur
- Alyce Ardell : Jeanette, serveuse française
- Nick Stewart : Nicodemus
- Charles Irwin : Maître de cérémonies
- Walter Walker : Andy Kelton
- Raquel Torres : Amie de Rico

## Chansons du film
On a Typical, Tropical Night, Go West Young Man et I Was Sayin' to the Moon, musique d'Arthur Johnston, paroles de John Burke.

## Production
Selon un article paru dans Film Daily en avril 1936, Cohen, qui était auparavant à la tête de Paramount, avait produit pour la Columbia et prévoyait de produire de manière indépendante 8 films par an sur une période de trois ans pour Major Pictures Corporation, les films devant être distribués par Paramount. Go West, Young Man fut la première production de Major Pictures et marque les débuts du contrat de Mae West avec cette compagnie.